# Série lacunaire

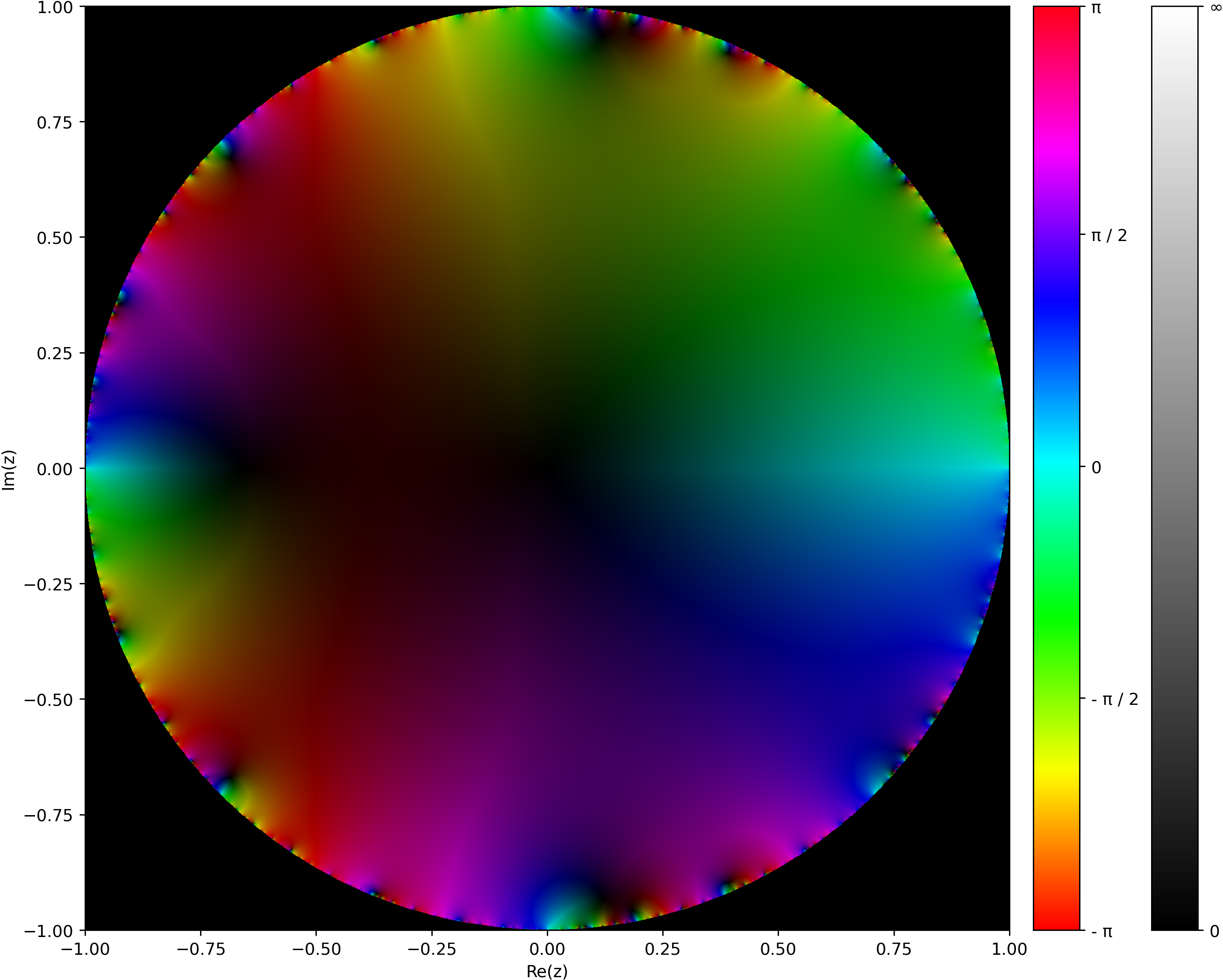
Coloration de domaine pour la fonction lacunaire avec a = 2 {\ displaystyle a = 2} obtenu en additionnant les 128 premiers termes.

En mathématiques, et plus précisément en analyse, une série lacunaire (aussi connue sous le nom de fonction lacunaire) est une série entière (ou la fonction somme de cette série entière) présentant des lacunes, c'est-à-dire dont un grand nombre de coefficients sont nuls ; plus généralement, on donne ce nom à des séries de Fourier présentant des lacunes analogues. Une caractéristique importante de ces fonctions, et qui en constitue une définition rigoureuse, est d'être des fonctions holomorphes n'ayant pas de prolongement analytique en dehors de leur disque de convergence.

## Historique
La théorie des fonctions modulaires (et celle des fonctions fuchsiennes automorphes) donnaient déjà des exemples de séries de Taylor non prolongeables. Mais on pouvait éventuellement croire que ces exemples étaient particuliers et dus aux relations spéciales vérifiées par ces fonctions. Le premier exemple d'une série infinie de puissances entières ayant son cercle de convergence comme coupure (c'est-à-dire comme barrière empêchant tout prolongement analytique) fut trouvé par Weierstrass en 1875. Puis Fredholm en donna un second en 1890, suivi peu après, en 1892, par Hadamard, qui montra dans sa thèse qu'en notant {\displaystyle \lambda _{n}} la position du n-ième coefficient non nul de la série, il en est ainsi si {\displaystyle {\frac {\lambda _{n+1}-\lambda _{n}}{\lambda _{n}}}} tend vers l'infini avec n. Émile Borel montra dès 1896 que cette condition peut être assouplie en {\displaystyle {\frac {\lambda _{n+1}-\lambda _{n}}{\sqrt {\lambda _{n}}}}}, tout juste avant qu'Eugène Fabry ne montre, cette même année 1896, qu'en fait la condition {\displaystyle \lim _{n\to \infty }(\lambda _{n+1}-\lambda _{n})=\infty } est suffisante. En 1924, la question fut reprise par Kolmogorov, dans le cas des séries trigonométriques lacunaires ; il obtint un résultat de convergence presque partout de ces séries, lequel fut encore amélioré par Zygmund en 1932. En 1947, enfin, Pál Turán publia une preuve simplifiée du résultat de Fabry, amenant à une approche entièrement nouvelle de cette question.

## Exemples

### Un exemple simple
Soit f la fonction définie par la série entière :
{\displaystyle f(z)=\sum _{n=0}^{\infty }z^{2^{n}}=z+z^{2}+z^{4}+z^{8}+\cdots \,.}
Cette série converge uniformément sur tout disque ouvert de la forme |z|<ρ < 1, par comparaison avec la série géométrique (laquelle est absolument convergente pour |z| < 1) ; f est donc analytique sur le disque ouvert |z|< 1. Cependant, on va montrer que f présente une singularité en tout point du cercle unité, et ne peut donc être prolongée analytiquement à l'extérieur de son domaine de convergence.
f a une singularité en z = 1, car {\displaystyle f(1)=1+1+1+\cdots \,}
est une série divergente (vers l'infini) ; il en est de même de {\displaystyle f(-1)=-1+1+1+\cdots \,} ; plus généralement, si z est une racine 2n-ième de l'unité, on aura {\displaystyle f(z)=\sum _{k=0}^{n-1}z^{2^{k}}+1+1+\cdots \,} . La fonction f présente donc une singularité en chacun de ces z, et comme ceux-ci forment un ensemble dense du cercle unité, par continuité, tout point du cercle doit être une singularité de f.

### Un exemple frappant
La série entière définie par
{\displaystyle f(z)=\sum _{k=0}^{\infty }\exp(-{\sqrt {\lambda _{k}}})z^{\lambda _{k}}{\text{ avec }}\lambda _{k}=2^{k}}
a pour rayon de convergence 1 d'après le théorème de Cauchy-Hadamard. D'après le résultat de Borel ci-dessus, tout point du cercle unité est singulier. Néanmoins, contrairement à l'exemple précédent, cette série, ainsi que toutes ses séries dérivées terme à terme, converge en tout point du cercle (elle converge même normalement sur le disque unité fermé).

## Des résultats plus généraux
Le même argument montre que des séries analogues, telles que {\displaystyle f(z)=\sum _{n=0}^{\infty }z^{3^{n}}=z+z^{3}+z^{9}+z^{27}+\cdots }, présentent le même comportement. Mais il n'est pas évident que la taille des lacunes entre les termes non nuls de la série puisse croître plus irrégulièrement, ou beaucoup plus lentement, et que la fonction résultante reste cependant lacunaire (au sens où elle ne peut être prolongée hors du disque unité). Soit
{\displaystyle f(z)=\sum _{k=1}^{\infty }a_{k}z^{\lambda _{k}}}
où les λk forment une suite d'entiers naturels strictement croissante, et où les ak sont tels que le rayon de convergence de cette série entière est fini et non nul. Les intervalles d'indices {1+λk, … , λk+1} où les coefficients de la série sont tous nuls sont les lacunes. Le théorème des lacunes dû à Ostrowski et Hadamard affirme alors que si la limite inférieure des λk+1/λk est strictement supérieure à 1, autrement dit : s'il existe une constante δ > 0 telle qu'à partir d'un certain rang,
{\displaystyle {\frac {\lambda _{k+1}}{\lambda _{k}}}>1+\delta ,}
alors f(z) ne peut être prolongée analytiquement au-delà de son disque de convergence. Autrement dit, il suffit que la croissance des λk soit exponentielle pour assurer la lacunarité de la fonction. On dit qu'une telle série contient des lacunes de Hadamard.
Ce résultat fut progressivement amélioré, jusqu'à obtenir ce qui est en un certain sens le meilleur résultat possible : Fabry a démontré que la condition {\displaystyle \lim _{n\to \infty }(\lambda _{n+1}-\lambda _{n})=\infty } est suffisante pour que la série admette son cercle de convergence comme coupure. Mandelbrojt a démontré en 1923 que la limite ne peut être remplacée par une limite supérieure en exhibant un exemple de fonction prolongeable au-delà de son cercle de convergence pour laquelle {\displaystyle \limsup _{n\to \infty }(\lambda _{n+1}-\lambda _{n})=\infty }. 
Il est cependant possible de faire mieux encore, en précisant le comportement asymptotique de λn : partant d'un résultat de Fabry, Faber a démontré en 1904 que si {\displaystyle \lim _{n\to \infty }(\lambda _{n}/n)=\infty }, la série n'est pas prolongeable au-delà de son cercle de convergence. Utilisant le théorème des nombres premiers, on en déduit, par exemple, que la 
série {\displaystyle \sum _{p\ {\rm {premier}}}z^{p}} ne peut être prolongée au-delà de son cercle de convergence, {\displaystyle |z|<1}.

## Séries sans prolongement analytique
On peut aussi se poser la question d'une autre manière : sous quelle(s) condition(s) une série infinie de puissances entières (non nécessairement lacunaire) définit-elle une fonction analytique dans le cercle unité et qui ne soit pas prolongeable au-delà de ce cercle ? La réponse a été donnée par Émile Borel qui énonce
«  Pour qu'une série de Taylor n'admette pas son cercle de convergence comme coupure, il est nécessaire et suffisant qu'elle soit sommable en quelque région extérieure à ce cercle »
 où sommable doit être pris au sens des séries divergentes sommables par le procédé de Borel.
On pourrait croire que les séries ayant leur cercle de convergence comme coupure sont des séries pathologiques, créées spécialement à titre de contre-exemples, et en définitive rares. Il n'en est rien : soit une série entière représentant une fonction entière f. Considérons, pour fixer les idées, une suite {\displaystyle \{\lambda _{n}\}} d'entiers satisfaisant à la règle de Fabry (par exemple) et considérons la série extraite de celle de f et correspondant aux exposants {\displaystyle \lambda _{n}}. Cette série admet donc le cercle unité comme coupure mais définit tout de même une fonction analytique dans son disque de convergence qu'on peut toujours ramener à être le disque unité. Soit g cette fonction. Posons h=f-g ; h est alors une série qui, par suite des propriétés de f et g, est elle-même non prolongeable au-delà du cercle unité et admet en chaque point de ce cercle une singularité qui compense exactement celle de g au même point. Cette circonstance, on le voit bien, est véritablement exceptionnelle. Ces remarques, formulées par Borel et Pringsheim, ont été mises en forme par Fatou et Pólya dans le théorème suivant dit de Fatou-Pólya :
« Il suffit de changer le signe d'une infinité de coefficients, dont les indices sont convenablement choisis (ce choix dépend de la série en question) pour que le cercle de convergence devienne une coupure. »
et ce théorème fut généralisé par Mandelbrot :
« On peut changer le signe d'une infinité de coefficients d'une série entière pour que tous les points sur le cercle de convergence soient singuliers du même ordre ω qui est celui de la série sur le cercle de convergence. »
Enfin, Pólya justifia les remarques de Borel et Pringsheim de la manière suivante : considérant l'ensemble de toutes les séries de rayon de convergence 1 autour de l'origine comme un ensemble de points d'un espace de dimension infinie, dont les coordonnées sont les coefficients, il définit le voisinage du point {\displaystyle \{a_{0},a_{1},\ldots ,\}} comme l'ensemble des points {\displaystyle \{b_{0},b_{1},\ldots ,\}} tels que {\displaystyle |a_{n}-b_{n}|\leq \epsilon _{n}} et dit que si {\displaystyle \limsup _{n\to \infty }\epsilon _{n}^{1/n}=1} sans que {\displaystyle \lim _{n\to \infty }\epsilon _{n}^{1/n}=1}, le voisinage est d'une direction. Il dit que le voisinage est proche si {\displaystyle \limsup _{n\to \infty }|a_{n}-b_{n}|^{1/n}<1.}
L'ensemble M est partout dense en toute direction si dans tout voisinage d'une direction autour de chaque point il existe un point appartenant à M et n'appartenant pas au voisinage proche du point.
Pólya démontre alors les théorèmes suivants :
«  L'ensemble des séries entières non prolongeables au-delà du cercle de convergence est partout dense en toute direction et ne contient que des points intérieurs. »
« L'ensemble des séries prolongeables est "nulle part dense" et parfait. »
En résumé, on peut dire que les séries non prolongeables sont "infiniment plus nombreuses" que les séries prolongeables.
Une série non prolongeable au-delà de son cercle de convergence est-elle nécessairement lacunaire ? Les mêmes arguments montrent que la réponse est négative. Pour le voir, il suffit de prendre une série lacunaire dont le rayon de convergence est R et une série non lacunaire dont le rayon de convergence est R' > R et de faire la somme des deux séries. La série somme ne peut alors pas être prolongée au-delà du cercle R mais elle n'est clairement pas lacunaire.
Il convient enfin de remarquer que, partant de ces exemples, il est facile de construire des fonctions holomorphes sur pratiquement n'importe quel ouvert, telles que la frontière de cet ouvert soit une coupure : le théorème de l'application conforme permet en effet d'envoyer le disque unité sur l'ouvert, et le composé de deux fonctions holomorphes est holomorphe.

## Séries trigonométriques lacunaires
On a vu que les résultats précédents ne dépendent pas de la valeur des coefficients {\displaystyle a_{k}} (pour un rayon de convergence donné). En revanche, la question du comportement de la série sur le cercle de convergence en dépend ; si les {\displaystyle a_{k}} sont réels, elle se ramène à l'étude des séries trigonométriques de la forme {\displaystyle S(\lambda _{k},\theta )=\sum _{k=1}^{\infty }a_{k}\cos(\lambda _{k}\theta )\qquad } ou, plus généralement, {\displaystyle \qquad S(\lambda _{k},\theta ,\omega )=\sum _{k=1}^{\infty }a_{k}\cos(\lambda _{k}\theta +\omega )\,}
La question est de déterminer des critères pour qu'une telle série converge presque partout (dans le second cas, pour presque toutes les valeurs de θ et de la phase ω) ; les résultats suivants peuvent être vus comme des compléments au théorème de Riesz-Fischer et au théorème de Carleson (ce dernier voit d'ailleurs une partie de son origine dans le résultat de Kolmogorov).
- Kolmogorov a montré[13] que si la suite {λk} contient des lacunes de Hadamard, alors la série S(λk, θ, ω) converge (respectivement diverge) presque partout selon que {\displaystyle \sum _{k=1}^{\infty }a_{k}^{2}\,} converge ou diverge.
- Zygmund a montré[14], sous les mêmes conditions, que S(λk, θ, ω) n'est pas la série de Fourier d'une fonction intégrable (au sens de Lebesgue) quand la somme des carrés des ak est une série divergente.